# Christina Romer

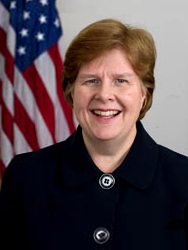
Christina Romer

Christina Romer (họ trước khi lấy chồng là Duckworth, sinh ngày 25 tháng 11 năm 1958) là nữ giáo sư kinh tế học tại Đại học California tại Berkeley. Bà là chủ tịch Hội đồng tư vấn kinh tế cho Tổng thống Barack Obama.
Christina Romer lấy bằng tiến sĩ kinh tế học tại Học viện Công nghệ Massachusetts vào năm 1985. Sau khi học xong, bà từng là trợ giáo sư tại Đại học Princeton cho đến năm 1988, rồi sau đó về làm giáo sư cho UC Berkeley. Chồng bà là David Romer, cũng là giáo sư kinh tế học tại UC Berkeley và là tác giả của một cuốn giáo trình kinh tế học vĩ mô cao cấp được sử dụng rộng rãi.
Lĩnh vực nghiên cứu chính của bà là so sánh các biến động kinh tế vĩ mô giữa 2 thời kỳ trước và sau Chiến tranh thế giới thứ hai. Gần đây, bà cùng chồng nghiên cứu các đề tài về ảnh hưởng của chính sách thuế của chính phủ tới tăng trưởng kinh tế nói chung. Hai ông bà đã sử dụng số liệu thống kê để phân tích và đi đến kết luận rằng có thể bác bỏ giả thuyết về cắt giảm thuế khiến chính phủ phải giảm chi tiêu; thực tế là giảm thuế còn làm tăng chi tiêu của chính phủ. Lưu trữ ngày 27 tháng 9 năm 2011 tại Wayback Machine